# 柳林镇 (徽县)
柳林镇，是中华人民共和国甘肃省陇南市徽县下辖的一个乡镇级行政单位。

## 行政区划
柳林镇下辖以下地区：
江口村、葫芦坝村、杏树坝村、庙坪村、峡口村、洛坝村、柳林村、谢坪村、沙坝村和大河村。